# Breeders' Crown
Breeders' Crown är en travserie för varmblodshästar som körs varje år i Sverige.
Serien har fem klasser: "tvååringar", "treåriga hingstar/valacker", "treåriga ston", "fyraåriga hingstar/valacker" och "fyraåriga ston". Hästar som är svenskägda kan delta. Serien genomförs med deltävlingar vid sex tillfällen runt om i landet där hästar kan kvalificera sig för semifinal och sedan final i sin klass. Loppen körs över 2140 meter med autostart (bilstart). Bortsett från finalloppen för tvååringar är samtliga finallopp Grupp 1-lopp, det vill säga lopp av högsta internationella klass.
Första upplagan av den svenska varianten av Breeders' Crown kördes 1991. Förebilden är hämtad från USA, där serien Breeders Crown körts sedan 1984.

## Vinnare

### Tvååriga hästar
Källa: 
| År               | Häst                 | Kusk                 | Tränare              | Tid       | Bana      |
| ---------------- | -------------------- | -------------------- | -------------------- | --------- | --------- |
| 2024             | Pure Athena          | Carl Johan Jepson    | Fredrik Wallin       | 1.15,5    | Solvalla  |
| 2024             | Eyeofthetiger        | Per Nordström        | Per Nordström        | 1.14,3    | Jägersro  |
| 2024             | Eyeofthetiger        | Per Nordström        | Per Nordström        | 1.15,0    | Åby       |
| 2024             | Atticus Wibb         | Christian Fiore      | Christian Fiore      | 1.14,9    | Bergsåker |
| 2023             | Vikens Love Kill     | Stefan Persson       | Mikael Fellbrandt    | 1.14,9    | Jägersro  |
| 2023             | Vikens Love Kill     | André Eklundh        | Mikael Fellbrandt    | 1.14,9    | Åby       |
| 2023             | L'Amourpourblanca    | Rick Ebbinge         | Rick Ebbinge         | 1.16,4    | Solvalla  |
| 2023             | Duncan Cowan         | Erik Adielsson       | Svante Båth          | 1.16,7    | Bergsåker |
| 2022             | Fiftyfour            | Ken Ecce             | Tomas Malmqvist      | 1.14,4    | Jägersro  |
| 2022             | Kitty Hawk           | Torbjörn Jansson     | Stefan P Pettersson  | 1.16,4    | Solvalla  |
| 2022             | Kitty Hawk           | Kevin Oscarsson      | Stefan P Pettersson  | 1.14,3    | Åby       |
| 2022             | Feel No Pain         | Daniel Wäjersten     | Daniel Wäjersten     | 1.17,6    | Bergsåker |
| 2021             | Pure Atlas           | Mika Forss           | Jerry Riordan        | 1.14,0    | Jägersro  |
| 2021             | Tetrick Wania        | Riina Rekilä         | Riina Rekilä         | 1.15,8    | Solvalla  |
| 2021             | Sommerbrise          | Per Nordström        | Per Nordström        | 1.14,5    | Åby       |
| 2021             | Hepburn              | Ulf Eriksson         | Adrian Kolgjini      | 1.16,4    | Bergsåker |
| 2020             |                      |                      |                      |           |           |
| Felix Orlando    | Per Nordström        | Per Nordström        | 1.13,5               | Jägersro  |           |
| Aquarius Face    | Adrian Kolgjini      | Adrian Kolgjini      | 1.14,8               | Åby       |           |
| Mi Ma Ohrtus     | Rikard N. Skoglund   | Joakim Elfving       | 1.16,1               | Solvalla  |           |
| Global Catwalk   | Daniel Wäjersten     | Daniel Wäjersten     | 1.15,6               | Bergsåker |           |
| 2019             |                      |                      |                      |           |           |
| Philosopher      | Peter Ingves         | Sören Norberg        | 1.14,5               | Jägersro  |           |
| A Good Point     | Kevin Oscarsson      | Sören Norberg        | 1.15,3               | Åby       |           |
| Usain Tilly      | Mattias Djuse        | Mattias Djuse        | 1.17,1               | Solvalla  |           |
| Global Badman    | Daniel Wäjersten     | Daniel Wäjersten     | 1.14,1               | Bergsåker |           |
| 2018             |                      |                      |                      |           |           |
| Trix on Line     | Christoffer Eriksson | Sören Norberg        | 1.15,2               | Jägersro  |           |
| Belker           | Torbjörn Jansson     | Sten O. Jansson      | 1.15,8               | Solvalla  |           |
| Custom Colt      | Peter Untersteiner   | Henry Rorgemoen      | 1.14,2               | Åby       |           |
| Global Adventure | Erik Adielsson       | Svante Båth          | 1.14,4               | Bergsåker |           |
| 2017             |                      |                      |                      |           |           |
| Tae Kwon Deo     | Lutfi Kolgjini       | Lutfi Kolgjini       | 1.14,2               | Jägersro  |           |
| Activated        | Björn Goop           | Fredrik Wallin       | 1.16,3               | Solvalla  |           |
| No Matter        | Johan Untersteiner   | Svante Båth          | 1.13,5               | Åby       |           |
| Global Welcome   | Örjan Kihlström      | Svante Båth          | 1.16,1               | Bergsåker |           |
| 2016             | Executive Caviar     | Joakim Lövgren       | Joakim Lövgren       | 1.13,7    | Jägersro  |
| 2016             | Coin Perdu           | Erik Adielsson       | Svante Båth          | 1.13,3    | Solvalla  |
| 2016             | Vanquish Kronos      | Thomas Uhrberg       | Jerry Riordan        | 1.14,9    | Åby       |
| 2016             | Global Un Poco       | Per Linderoth        | Svante Båth          | 1.17,2    | Bergsåker |
| 2015             | Robinia Face         | Lutfi Kolgjini       | Lutfi Kolgjini       | 1.14,1    | Jägersro  |
| 2015             | Gareth Boko          | Per Lennartsson      | Per Lennartsson      | 1.15,2    | Solvalla  |
| 2015             | Borups Powerful      | Christoffer Eriksson | Tomas Malmqvist      | 1.13,6    | Åby       |
| 2015             | Chocolate Gold       | Erik Adielsson       | Svante Båth          | 1.17,2    | Bergsåker |
| 2014             | Fidelity Rhythm      | Erik Adielsson       | Willem van der Zwaan | 1.14,6    | Jägersro  |
| 2014             | Clemenza Am          | Adrian Kolgjini      | Lutfi Kolgjini       | 1.15,2    | Solvalla  |
| 2014             | Sucre                | Johnny Takter        | Tomas Malmqvist      | 1.14,9    | Åby       |
| 2014             | Facile Boko          | Erik Adielsson       | Svante Båth          | 1.16,6    | Bergsåker |
| 2013             | Abaz America         | Christoffer Eriksson | Lutfi Kolgjini       | 1.14,9    | Jägersro  |
| 2013             | Eunice Boko          | Jorma Kontio         | Timo Nurmos          | 1.14,1    | Åby       |
| 2013             | Enya Boko            | Per Lennartsson      | Per Lennartsson      | 1.14,7    | Solvalla  |
| 2013             | Olympia Tilly        | Per Lennartsson      | Per Lennartsson      | 1.16,0    | Bergsåker |
| 2012             | Donna di Quattro     | Lutfi Kolgjini       | Lutfi Kolgjini       | 1.16,0    | Jägersro  |
| 2012             | Nugget's Face        | Christoffer Eriksson | Christoffer Eriksson | 1.14,2    | Åby       |
| 2012             | Re Doc               | Åke Lindblom         | Åke Lindblom         | 1.14,5    | Solvalla  |
| 2012             | Sally Hill           | Tomas Pettersson     | Tomas Pettersson     | 1.15,5    | Bergsåker |
| 2011             | Fascination          | Johnny Takter        | Lars I. Nilsson      | 1.14,1    | Jägersro  |
| 2011             | Dreams Take Time     | Kevin Oscarsson      | Jim Oscarsson        | 1.15,3    | Åby       |
| 2011             | Nostromo             | Tuomas Korvenoja     | Tuomas Korvenoja     | 1.15,9    | Solvalla  |
| 2011             | Here to Rock F.      | Jorma Kontio         | Anna Forssell        | 1.15,8    | Bergsåker |
| 2010             | United Face          | Johnny Takter        | Helena Burman        | 1.15,7    | Jägersro  |
| 2010             | Global Noble         | Johnny Takter        | Anna Forssell        | 1.15,4    | Åby       |
| 2010             | Donttellmewhattodo   | Örjan Kihlström      | Jim Oscarsson        | 1.16,8    | Solvalla  |
| 2010             | Split The Bill       | Jim Oscarsson        | Jim Oscarsson        | 1.16,6    | Bergsåker |

### Treåriga hingstar/valacker
Källa: 
| År   | Häst               | Kusk               | Tränare             | Tid    | Två              | Trea              |
| ---- | ------------------ | ------------------ | ------------------- | ------ | ---------------- | ----------------- |
| 2024 | Bullet the BlueSky | Daniel Wäjersten   | Daniel Wäjersten    | 1.11,3 | Coin Boy L.A.    | Currency Artist   |
| 2023 | Stens Rubin        | Erik Adielsson     | Johan Untersteiner  | 1.13,5 | Fame and Glory   | Nouri di Quattro  |
| 2022 | Dancer Brodde      | Johan Untersteiner | Johan Untersteiner  | 1.12,3 | Following        | Bedazzled Sox     |
| 2021 | Francesco Zet      | Örjan Kihlström    | Daniel Redén        | 1.12,4 | Indy Rock        | Dozen Of Oysters  |
| 2020 | Mister Hercules    | Örjan Kihlström    | Daniel Redén        | 1.12,2 | Manny Muscle     | Selected News     |
| 2019 | Brother Bill       | Jorma Kontio       | Timo Nurmos         | 1.12,5 | Global Adventure | Guzz Mearas       |
| 2018 | Global Welcome     | Erik Adielsson     | Svante Båth         | 1.12,2 | Inti Boko        | Betting Gangster  |
| 2017 | Lucifer Lane       | Johan A. Nilsson   | Thomas L. Nilsson   | 1.14,5 | Vainqueur R.P.   | Selmer I.H.       |
| 2016 | Grant Boko         | Ulf Ohlsson        | Reijo Liljendahl    | 1.12,9 | Policy of Truth  | Monark Newmen     |
| 2015 | Pacific Broline    | Björn Goop         | Björn Goop          | 1.12,4 | Readly Express   | Heavy Sound       |
| 2014 | Psycho             | Björn Goop         | Björn Goop          | 1.13,4 | Gross Weight     | Je T'aime Express |
| 2013 | Jonesy             | Tuomas Korvenoja   | Tuomas Korvenoja    | 1.13,6 | Breakbumper      | Cool Keeper       |
| 2012 | Barracuda River    | Björn Goop         | Lutfi Kolgjini      | 1.13,8 | Dreams Take Time | A.Hannibal        |
| 2011 | Perfectly Enough   | Örjan Kihlström    | Stefan Hultman      | 1.14,0 | Mr Vida          | Disco A.E.        |
| 2010 | One too Many       | Örjan Kihlström    | Stefan Hultman      | 1.13,8 | Orfeus Brodde    | Kadett C.D.       |
| 2009 | Red Hot Dynamite   | Jorma Kontio       | Jorma Kontio        | 1.13,8 | Juggle Face      | Zorro Photo       |
| 2008 | Yield Boko         | Björn Goop         | Timo Nurmos         | 1.13,8 | Knockout Rose    | Brutus Sund       |
| 2007 | Sahara Dynamite    | Jorma Kontio       | Timo Nurmos         | 1.14,1 | Wellino Boko     | Amiral Sund       |
| 2006 | Sillochnubbe       | Jorma Kontio       | Tomas Malmqvist     | 1.16,1 | Glen Tilly       | Timetosaygoodbye  |
| 2005 | Kung Lavec         | Lars Lindberg      | Svante Båth         | 1.15,0 | Bambino Banker   | Rite on Track     |
| 2004 | Conny Nobell       | Björn Goop         | Björn Goop          | 1.15,1 | Intoxicated      | Tresor Boko       |
| 2003 | Opal Viking        | Lennart Forsberg   | Nils Enqvist        | 1.14,2 | Sholty Boko      | Tunk Nafets       |
| 2002 | Naglo              | Örjan Kihlström    | Stefan Hultman      | 1.14,7 | Hövding Lavec    | Golden Shoes      |
| 2001 | Simb Moonrunner    | Stig H. Johansson  | Stig H. Johansson   | 1.15,0 | Leonardo Bob     | Crown Sea         |
| 2000 | Seth Bowl          | Torbjörn Jansson   | Sven E.S. Andersson | 1.17,6 | Chilli T.Dream   | Black Giant       |
| 1999 | Simb Zipper        | Robert Bergh       | Robert Bergh        | 1.15,2 | Dexter Frontline | Simb Moonwalker   |
| 1998 | Igor Brick         | Roger Malmqvist    | Roger Malmqvist     | 1.15,4 | Gidde Palema     | Turbo Sandy       |
| 1997 | Kanalola Sea       | Patrik Södervall   | Patrik Södervall    | 1.17,0 | Jaguar Gelj      | Out of Space      |
| 1996 | Jupiter Hornline   | Stig H. Johansson  | Åke Svanstedt       | 1.15,7 | Eastender        | Oden Mic          |
| 1995 | Trinity            | Jouko Pärssinen    | Jouko Pärssinen     | 1.16,1 | Cooltrain        | Big Probe         |
| 1994 | Watkinson Say      | Tomas Uhrberg      | Greger Söderberg    | 1.16,8 | S:t Atoil        | B.Gent L.         |
| 1993 | Playmate           | Frode Fladen       | Frode Fladen        | 1.15,6 | Zoogin           | Carnevale Rock    |
| 1992 | Go Hammering       | Åke Svanstedt      | Åke Svanstedt       | 1.17,0 | Business Trip    | Linus Car         |
| 1991 | Noble Tilly        | Torbjörn Jansson   | Torbjörn Jansson    | 1.17,9 | Son of Giggle    | Ilford Staro      |

### Fyraåriga hingstar/valacker
Källa: 
| År   | Häst             | Kusk                 | Tränare              | Tid    | Tvåa             | Trea             |
| ---- | ---------------- | -------------------- | -------------------- | ------ | ---------------- | ---------------- |
| 2024 | Eclipse As       | Ulf Ohlsson          | Ville Karhulahti     | 1.11,3 | Bicc's Tobee     | Holcombe Zet     |
| 2023 | A Fair Day       | Oscar Ginman         | Elisabeth Almheden   | 1.11,5 | Bedazzled Sox    | Game Brodde      |
| 2022 | Francesco Zet    | Örjan Kihlström      | Daniel Redén         | 1.11,1 | Sourire Frö      | Karat River      |
| 2021 | Önas Prince      | Per Nordström        | Per Nordström        | 1.12,4 | Mister Hercules  | Dollar Doc       |
| 2020 | Hail Mary        | Per Lennartsson      | Robert Bergh         | 1.11,5 | Brother Bill     | Guzz Mearas      |
| 2019 | Forfantone Am    | Örjan Kihlström      | Roger Walmann        | 1.12,6 | Betting Gangster | Ferrari Sisu     |
| 2018 | Selmer I.H.      | Mika Forss           | Ingemar Hultqvist    | 1.11,5 | Perfect Spirit   | Vainqueur R.P.   |
| 2017 | Cyber Lane       | Johan Untersteiner   | Johan Untersteiner   | 1.14,7 | Makethemark      | Bruno Bagheera   |
| 2016 | Target Kronos    | Adrian Kolgjini      | Lutfi Kolgjini       | 1.12,5 | Isor Håleryd     | In Vain Sund     |
| 2015 | Nuncio           | Stefan Melander      | Stefan Melander      | 1.12,1 | Buzz Mearas      | Global Revenge   |
| 2014 | Västerbo Fantast | Örjan Kihlström      | Svante Båth          | 1.12,1 | Alkalizer Am     | Charrua Forlan   |
| 2013 | Digital Ink      | Örjan Kihlström      | Stefan Melander      | 1.12,5 | Thai Broadway    | Porthos Amok     |
| 2012 | Manalapan        | Åke Svanstedt        | Raoul Engblom        | 1.13,2 | Mr Vida          | Global Noble     |
| 2011 | Kadett C.D.      | Robert Bergh         | Robert Bergh         | 1.13,4 | Global Money     | Haraldinho       |
| 2010 | Prince Tagg      | Ralf Karlstedt       | Ralf Karlstedt       | 1.13,8 | Alvena Pampas    | G.H.Nemo         |
| 2009 | Yield Boko       | Björn Goop           | Timo Nurmos          | 1.13,6 | Spring Erom      | Yanantin Boko    |
| 2008 | Sahara Dynamite  | Jorma Kontio         | Timo Nurmos          | 1.14,1 | Clear Sign       | Carmel           |
| 2007 | Commander Crowe  | Johnny Takter        | Petri Puro           | 1.14,4 | Tap Dance        | Timetosaygoodbye |
| 2006 | D.J.Seabrook     | Robert Bergh         | Robert Bergh         | 1.14,3 | Euro Staro Crown | Speedy Gold      |
| 2005 | Triton Sund      | Örjan Kihlström      | Stefan Hultman       | 1.14,2 | Order By Fax     | Finders Keepers  |
| 2004 | Makhtoub Jet     | Björn Goop           | Olle Goop            | 1.14,6 | Nolte            | Maximilian O.C.  |
| 2003 | Tsar d'Inverne   | Robert Bergh         | Robert Bergh         | 1.13,6 | Smashing Victory | Favorit          |
| 2002 | From Above       | Örjan Kihlström      | Stefan Hultman       | 1.15,1 | Gigant Neo       | Steinlager       |
| 2001 | Energetic        | Örjan Kihlström      | Stefan Hultman       | 1.15,3 | Black Giant      | Skogans Joker    |
| 2000 | S:t Göran        | Stig H. Johansson    | Stig H. Johansson    | 1.14,4 | Mighty Iron      | Kung Arthur A.L. |
| 1999 | Victory Tilly    | Stig H. Johansson    | Stig H. Johansson    | 1.14,3 | Milton Bråten    | Beijing Boy      |
| 1998 | Lass Zefyr       | Olle Goop            | Olle Goop            | 1.15,7 | King of Magic    | Herkules Laday   |
| 1997 | Kramer Boy       | Johnny Takter        | Johnny Takter        | 1.14,3 | Mr Quickstep     | Remington Crown  |
| 1996 | Cooltrain        | Börje B.S. Johansson | Börje B.S. Johansson | 1.16,2 | Mille Iron       | Demon Sid        |
| 1995 | Imposant Sund    | Örjan Kihlström      | Roger Walmann        | 1.16,5 | Dream Lover      | Joker From Hjo   |
| 1994 | Zenit F.         | Tommy Zackrisson     | Tommy Zackrisson     | 1.15,7 | Progress Value   | Zoogin           |
| 1993 | Copiad           | Erik Berglöf         | Erik Berglöf         | 1.15,0 | Go Hammering     | Bolets Igor      |
| 1992 | Promotion        | Lennart Forsgren     | Stig H. Johansson    | 1.15,9 | Ciceron Örn      | Clipton          |

### Treåriga ston
Källa: 
| År   | Häst             | Kusk                 | Tränare             | Tid    | Tvåa              | Trea             |
| ---- | ---------------- | -------------------- | ------------------- | ------ | ----------------- | ---------------- |
| 2024 | La Yuca          | Magnus A. Djuse      | Daniel Redén        | 1.13,1 | Screen Time Limit | S.G.Empress      |
| 2023 | Ester Degli Dei  | Robin Bakker         | Paul J. Hagoorth    | 1.13,2 | Adriatica         | Ninetta Boko     |
| 2022 | Queen Belina     | Örjan Kihlström      | Jörgen Westholm     | 1.12,8 | Sten's Retention  | Olivia Coger     |
| 2021 | Glamorous Rain   | Örjan Kihlström      | Daniel Redén        | 1.12,2 | Lara Boko         | Imhatra AM       |
| 2020 | Eagle Eye Sherry | Björn Goop           | Björn Goop          | 1.12,6 | Loaded Maria      | No Business      |
| 2019 | Ganga Bae        | Jorma Kontio         | Stefan Melander     | 1.13,2 | Mascate Match     | Milady Grace     |
| 2018 | Conrads Rödluva  | Örjan Kihlström      | Daniel Redén        | 1.12,4 | Staro Miami       | A Sweet Dance    |
| 2017 | Candy la Marc    | Johan Untersteiner   | Lars Marcussen      | 1.14,7 | Dibaba            | Vamp Kronos      |
| 2016 | Rhyme Broline    | Erik Adielsson       | Svante Båth         | 1.13,1 | Caddie Lisieux    | Darling Mearas   |
| 2015 | Treasure Kronos  | Christoffer Eriksson | Jerry Riordan       | 1.12,9 | Princess Face     | Cayenne Ovel     |
| 2014 | Olympia Tilly    | Per Lennartsson      | Heikki Pekkala      | 1.14,7 | Florida Queen     | Face'Em          |
| 2013 | Amazon Am        | Robert Bergh         | Robert Bergh        | 1.13,1 | Mellby Briolett   | Our Precious     |
| 2012 | Fascination      | Johnny Takter        | Lars I Nilsson      | 1.13,9 | Metior Easy       | M.T.Harmony      |
| 2011 | Vincennes        | Akseli Lahtinen      | Sören Lennartsson   | 1.14,3 | Princess View     | Celica Palema    |
| 2010 | Aisle Stand      | Per Lennartsson      | Stefan Melander     | 1.14,3 | Canaka B.F.       | Harkeröds Wilma  |
| 2009 | Viola Silas      | Fredrik Persson      | Fredrik Persson     | 1.15,1 | Pebbly            | Simb Ruby        |
| 2008 | Caddie Dream     | Erik Adielsson       | Stig H. Johansson   | 1.14,2 | Annicka           | Calamara Donna   |
| 2007 | Nursery Rhyme    | Johan Untersteiner   | Roger Walmann       | 1.15,3 | Lie Detector      | Sissel Godiva    |
| 2006 | Vala Boko        | Jorma Kontio         | Timo Nurmos         | 1.15,6 | Emotional Dust    | Foretta          |
| 2005 | Joy Ås           | Björn Goop           | Olle Goop           | 1.15,6 | Lotuschic         | Superbabe        |
| 2004 | Suzanne          | Stig H. Johansson    | Stig H. Johansson   | 1.14,7 | Kathy Silvio      | Liberty Value    |
| 2003 | Giant Diablo     | Örjan Kihlström      | Roger Walmann       | 1.14,9 | Minnesota         | Camilla Highness |
| 2002 | Rae Boko         | Jorma Kontio         | Markku Nieminen     | 1.14,9 | Countess Tomali   | Ellen Akema      |
| 2001 | Fortune Ado      | Anna-Lena Ljunggren  | Anna-Lena Ljunggren | 1.15,5 | Gatzy Lavec       | Hanna Ruda       |
| 2000 | Hilda Zonett     | Robert Bergh         | Robert Bergh        | 1.17,8 | Candelia          | Yatzy Brodda     |
| 1999 | Graceful Victory | Peter Cederin        | Peter Cederin       | 1.16,1 | Knowhow Hoss      | Chili Khan       |
| 1998 | Rydens Randy     | Catarina Lundström   | Stefan Melander     | 1.16,5 | Ultra Broline     | Zoccer Miss Zeta |
| 1997 | Simb Capi        | Per Lennartsson      | Lennart Wikström    | 1.17,6 | Mack Action Ås    | Spader Madame    |
| 1996 | Styltan          | Leif Carlsson        | Leif Carlsson       | 1.18,1 | Gossip            | Janica Tim       |
| 1995 | Sissela Ås       | Atle Hamre           | Atle Hamre          | 1.16,3 | Call Me Laday     | Sacrifice        |
| 1994 | Tiba Lavec       | Berndt I Andersson   | Berndt I Andersson  | 1.15,9 | Fiona San         | Love Me Do       |
| 1993 | Lovely Godiva    | Per-Olof Pettersson  | Per-Olof Pettersson | 1.16,6 | Maida Vale        | Laura S.I.R.     |
| 1992 | Ina Scot         | Kjell P. Dahlström   | Kjell P. Dahlström  | 1.16,9 | Kullehus Singing  | Sussie Ribb      |
| 1991 | Miss Hambleton   | Peter Lindholm       | Carl-Eric Lindholm  | 1.18,0 | Princess Godiva   | Quick Mercury    |

### Fyraåriga ston
Källa: 
| År   | Häst             | Kusk                | Tränare             | Tid    | Tvåa             | Trea               |
| ---- | ---------------- | ------------------- | ------------------- | ------ | ---------------- | ------------------ |
| 2024 | Daim Brodda      | Eirik Höitomt       | Thor Borg           | 1.12,8 | Ester Degli Dei  | Elegance Kronos    |
| 2023 | Queen Belina     | Jörgen Westholm     | Jörgen Westholm     | 1.13,1 | Cabaret Artist   | O'Mara Zon         |
| 2022 | Lara Boko        | Mika Forss          | Timo Nurmos         | 1.10,8 | Glamorous Rain   | Felicia Zet        |
| 2021 | Fifty Cent Piece | Robert Bergh        | Robert Bergh        | 1.13,0 | Sayonara         | Hall of AM         |
| 2020 | Milady Grace     | Örjan Kihlström     | Daniel Redén        | 1.12,2 | Golden Tricks    | Ganga Bae          |
| 2019 | Conrads Rödluva  | Örjan Kihlström     | Daniel Redén        | 1.11,8 | Activated        | Staro Miami        |
| 2018 | Mellby Free      | Björn Goop          | Björn Goop          | 1.12,4 | Hevin Boko       | Global Upper Style |
| 2017 | Unrestricted     | Johan Untersteiner  | Johan Untersteiner  | 1.15,2 | Caddie Lisieux   | Dream Lane         |
| 2016 | In Toto Sund     | Örjan Kihlström     | Daniel Redén        | 1.12,9 | Treasure Kronos  | Cerveza            |
| 2015 | Trinity Zet      | Daniel Redén        | Daniel Redén        | 1.13,0 | Olympia Gold     | Catwalk In         |
| 2014 | Backfire         | Johnny Takter       | Tomas Malmqvist     | 1.13,5 | Neona Princess   | Amazon Am          |
| 2013 | Youana           | Peter Untersteiner  | Catharina Johansson | 1.12,3 | Quadrille        | Dream of Joy       |
| 2012 | Miss Beniss      | Björn Goop          | Timo Nurmos         | 1.12,9 | Chat Chip        | Parodie            |
| 2011 | Nettan Palema    | Åke Svanstedt       | Åke Svanstedt       | 1.14,4 | So Here I Am     | Cruise Speed       |
| 2010 | Stepping Space   | Johan Untersteiner  | Roger Walmann       | 1.14,2 | Pebbly           | Viola Silas        |
| 2009 | Ibiza Broline    | Per Lennartsson     | Per Lennartsson     | 1.13,3 | Miss Sixty       | Vanessa du Ling    |
| 2008 | Bobtail          | Erik Adielsson      | Stig H. Johansson   | 1.14,8 | Victoria Sisu    | Paper Moon         |
| 2007 | Pau              | Ulf Ohlsson         | Thomas Lönn         | 1.14,7 | Gulietta Broline | Vanessa Boko       |
| 2006 | Ausa T.Y.C.      | Thomas Uhrberg      | Thomas Uhrberg      | 1.14,4 | Alltid V.G.      | Electra Skift      |
| 2005 | Fama Currit      | Peter Ingves        | Petri Puro          | 1.14,1 | Toamasina        | Suzanne            |
| 2004 | Camilla Highness | Thomas Uhrberg      | Petri Puro          | 1.14,1 | Giant Diablo     | Minnesota          |
| 2003 | Countess Tomali  | Örjan Kihlström     | Roger Walmann       | 1.14,9 | Mirabella Ås     | Elsa Ur Dijon      |
| 2002 | Sugar Step       | Torbjörn Jansson    | Jouko Pärssinen     | 1.15,6 | Thea Neotera     | Shoguns Diva       |
| 2001 | Yatzy Brodda     | Jorma Kontio        | Stefan Melander     | 1.15,3 | Sessan Buv       | Spirituell         |
| 2000 | Glory and Gold   | Örjan Kihlström     | Roger Walmann       | 1.14,7 | Ronja Mic        | Vendetta Broline   |
| 1999 | Pine Princess    | Örjan Kihlström     | Nils Sylvén         | 1.15,0 | Zoccer Miss Zeta | Princess V.        |
| 1998 | Fridhems Ambra   | Stefan Söderkvist   | Ove Ousbäck         | 1.16,0 | Starlet          | Millan Briljant    |
| 1997 | Birgitta Palema  | Björn Goop          | Olle Goop           | 1.14,5 | Pebbles Vint     | Blue Bahia         |
| 1996 | Caphial          | Stig H. Johansson   | Åke Svanstedt       | 1.15,6 | Sacrifice        | Call Me Laday      |
| 1995 | Tender Bride     | Jorma Kontio        | Petri Salmela       | 1.17,8 | Avita Safir      | Fiona San          |
| 1994 | Lovely Godiva    | Per-Olof Pettersson | Per-Olof Pettersson | 1.15,1 | Emma Gee San     | Posi Willing       |
| 1993 | Ina Scot         | Kjell P. Dahlström  | Kjell P. Dahlström  | 1.14,7 | Miss Wildcat     | Lady Snärt         |
| 1992 | Macron Lady      | Veijo Heiskanen     | Veijo Heiskanen     | 1.15,9 | Note Broline     | Winnie Laylock     |